# Петухов, Григорий Фёдорович
Григорий Фёдорович Петухов — советский хозяйственный, государственный и политический деятель, Герой Социалистического Труда.

## Биография
Родился в 1921 году в селе Комарица. Член КПСС.
Участник Великой Отечественной войны. С 1947 года — на хозяйственной, общественной и политической работе. В 1947—1981 гг. — машинист завалочной машины в мартеновском цехе Чусовского металлургического завода Министерства чёрной металлургии СССР.
Указом Президиума Верховного Совета СССР от 22 марта 1966 года присвоено звание Героя Социалистического Труда с вручением ордена Ленина и золотой медали «Серп и Молот».
Избирался депутатом Верховного Совета СССР 8-го созыва. Делегат XXIII съезда КПСС.
Умер в Чусовой в 1989 году.